# Tina Fey
Elizabeth Stamatina "Tina" Fey (18. svibnja 1970.) američka je spisateljica, komičarka, glumica i televizijska producentica. Autor je i glavna glumica sitcoma Televizijska posla (30 Rock), za što je nagrađena Zlatnim globusom. Serija je donekle zasnovana na Tininom iskustvu iz kultne američke humoristične serije Saturday Night Live. Tinin zaštitni znak su naočale s crnim plastičnim okvirom.

## Djetinjstvo
Tina Fey je rođena u Upper Darbyju, predgrađu Philadelphije. Majka joj je Zenobia "Jeanne" Fey (rođena Xenakes), koja je bila djelatnica brokerske tvrtke, a otac, Donald Fey, pisac. Tinin otac je njemačkog, a majka grčkog podrijetla.
Fey je, prisjećajući se djetinjstva, rekla:
»Sjećam se da su me moji roditelji prokrijumčarili u kino da vidim Mladog Frankensteina. Također bismo gledali Saturday Night Live, Monty Pythona ili stare filmove braće Marx. Tata bi nam (djeci) dozvolio da budemo budni do kasno, kako bismo pogledali The Honeymooners, a nismo smjeli gledati Obitelj Kremenko, jer je moj tata smatrao da su kopija Honeymoonersa. Vrlo slabo poznajem Obitelj Kremenko za nekoga mojih godina.«

## Karijera
Nakon što je 1992. diplomirala na Sveučilištu Virginia, Tina Fey se preselila u Chicago kako bi pohađala satove komedije u komičarskoj skupini  "The Second City". Posebno se posvetila proučavanju improvizacije, čemu je bila, po vlastitim riječima, posvećena "kao sportaš koji želi na Olimpijske igre". Godine 1994. bila je stalni član postave "The Second Cityja". Također se okušala i u stand-up komediji.

### Saturday Night Live
Fey je 1997. počela pisati skečeve za NBC-evu emisiju Saturday Night Live (SNL), a do 1999. je postala glavni scenarist emisije. Kao priznanje za svoj rad, Fey je 2001. dobila nagradu Udruge američkih pisaca ("Writers Guild of America"). Također je, s ostalim scenaristima, 2002. dobila Emmy.
Nakon što je u jesen 2005. rodila djevojčicu, kojoj su ona i suprug Jeff Richmond nadjenuli ime Alice Zenobia, Fey se ubrzo vratila i odradila, kako će se pokazati, posljednju punu sezonu za SNL.
U jeku predsjedničke kampanje 2008., Fey se nakratko vratila u SNL, gdje je glumila Sarah Palin, republikansku kandidatkinju za mjesto potpredsjednika SAD-a.

### Televizijska posla
Novi autorski projekt Tine Fey, sitcom Televizijska posla (30 Rock), počeo se na NBC-ju emitirati u jesen 2006. Fey je i glavna glumica u seriji, koja je plod njezinog radnog iskustva iz SNL, i u kojoj ona glumi Liz Lemon, scenaristicu komičnog showa nazvanog TGS with Tracy Jordan. Serija je dobila većinom pozitivne recenzije, a gledanost, koja ispočetka nije bila zavidna, porasla je nakon što je NBC seriju prebacio u udarni termin. Kako se pokazala uspješnom, serija se nastavila i druge sezone. Uz Tinu, u seriji glume Alec Baldwin i Jane Krakowski.
Veliko priznanje stiglo je u srpnju 2007. godine, kada su Televizijska posla dobila Emmy za najbolju humorističnu seriju, a Tina Fey je bila nominirana za najbolju glumicu. Slijedila su i druga priznanja: 2008. je dobila Zlatni globus za najbolju glumicu u humorističnoj seriji, kao i nagradu Udruge filmskih i TV glumaca ("Screen Actors Guild Award") u istoj kategoriji.
Tina Fey je bila jedna od istaknutih sudionika poznatog scenarističkog štrajka, zbog kojeg je druga sezona serije imala samo 15 epizoda.
Treća sezona serije na NBC-ju se prikazivala od 30. listopada 2008. do 14. svibnja 2009., a mreža je potvrdila i četvrtu sezonu. U Hrvatskoj od 2009. seriju prikazuje Nova TV.

### Filmografija
1. Ponyo (2009.) (glas)
2. The Invention of Lying (2009.)
3. Baby Mama (2008.)
4. Aqua Teen Hunger Force Colon Movie Film for Theaters (2007.) (glas)
5. Beer League (2006.)
6. Mean Girls (2004.)
7. Martin & Orloff (2002.)

## Privatni život
Tina Fey je udata za Jeffa Richmonda, skladatelja za SNL. Upoznali su se u Chicagu i hodali sedam godina, prije vjenčanja 2001. Kćer, Alice Zenobia Richmond, rođena je 10. rujna 2005. u New Yorku.
Fey je poznata kao ekološki aktivist. Između ostalog, vozi Lexus RX 400h, hibridni automobil.
Godine 2008. Tina Fey je proglašena najseksepilnijom ženom na svijetu, po izboru lezbijske web stranice AfterEllen.com.

## Vanjske poveznice
- Tina Fey u internetskoj bazi filmova IMDb-u (engl.)
- Novosti o Tini Fey  Arhivirana inačica izvorne stranice od 20. rujna 2017. (Wayback Machine)
- Tina-Fey.org  Arhivirana inačica izvorne stranice od 4. srpnja 2007. (Wayback Machine)